# Fodina formosensis
Fodina formosensis là một loài bướm đêm trong họ Noctuidae.